# Elezioni europee del 2009 in Svezia
Le elezioni europee del 2009 in Svezia si sono tenute il 7 giugno.

## Risultati
| Liste  | Liste                                          | Gruppo    | Voti      | %      | Seggi |
| ------ | ---------------------------------------------- | --------- | --------- | ------ | ----- |
|        | Partito Socialdemocratico dei Lavoratori (SAP) | S&D       | 773.513   | 24,41  | 5     |
|        | Partito Moderato (M)                           | PPE       | 596.710   | 18,83  | 4     |
|        | Partito Popolare Liberale (FL)                 | ALDE      | 430.385   | 13,58  | 3     |
|        | Partito Ambientalista i Verdi (Gröna)          | Verdi/ALE | 349.114   | 11,02  | 2     |
|        | Partito Pirata (PP)                            | Verdi/ALE | 225.915   | 7,13   | 1     |
|        | Partito della Sinistra (V)                     | GUE/NGL   | 179.182   | 5,66   | 1     |
|        | Partito di Centro (C)                          | ALDE      | 173.414   | 5,47   | 1     |
|        | Democratici Cristiani (K)                      | PPE       | 148.141   | 4,68   | 1     |
|        | Lista di Giugno                                | -         | 112.355   | 3,55   | -     |
|        | Democratici Svedesi (SD)                       | -         | 103.584   | 3,27   | -     |
|        | Iniziativa Femminista (F!)                     | -         | 70.434    | 2,22   | -     |
|        | Altri <0,1%                                    | -         | 5.799     | 0,18   | -     |
| Totale | Totale                                         | Totale    | 3.168.546 | 100,00 | 18    |

- Un seggio ulteriore è stato successivamente assegnato al Partito Socialdemocratico dei Lavoratori di Svezia (totale 6 seggi); il numero di seggi spettanti alla Svezia è stato così elevato a 19.